# ديفيد دريك (ممثل)
ديفيد دريك (بالإنجليزية: David Drake)‏ هو كاتب مسرحي ومخرج وممثل أمريكي، ولد في 27 يونيو 1963 في الولايات المتحدة.

## أعمال

### أفلام
- (1993) فيلادلفيا[3]

## وصلات خارجية
- ديفيد دريك على موقع IMDb (الإنجليزية)
- ديفيد دريك على موقع قاعدة بيانات الفيلم (الإنجليزية)